# 夏家店街道
夏家店街道，是中华人民共和国吉林省长春市德惠市下辖的一个乡镇级行政单位。

## 行政区划
夏家店街道下辖以下地区：
中央街社区、道南街社区、桥北街社区、夏家店村、腰窝堡村、苇咀子村、曹家窝堡村、许家油坊村、茶条林子村、四平川村、四青嘴村、三青嘴村、靠山村、姜家崴子村和小泉沟村。